# Alv Gjestvang
Alv Gjestvang (ur. 13 września 1937 w Skreia, zm. 26 listopada 2016 w Lillehammer) – norweski łyżwiarz szybki, dwukrotny medalista olimpijski.

## Kariera
Specjalizował się w dystansach sprinterskich. W 1956 roku wystartował na igrzyskach olimpijskich w Cortina d’Ampezzo, zdobywając brązowy medal w biegu na 500 m. W zawodach tych wyprzedzili go jedynie dwaj reprezentanci ZSRR: Jewgienij Griszyn oraz Rafael Gracz. Na rozgrywanych cztery lata później igrzyskach w Squaw Valley był szósty na tym samym dystansie. Brał także udział w igrzyskach olimpijskich w Innsbrucku, gdzie był drugi za Amerykaninem Terrym McDermottem (ex aequo z Griszynem i jego rodakiem Władimirem Orłowem). Zajął także 26. miejsce na mistrzostwach świata w wieloboju w Oslo w 1956 roku. Był to jego najlepszy wynik na mistrzostwach świata.